# Joost van Adrichem
Joost van Adrichem (Kwintsheul, 12 september 1964) is een voormalig Nederlands wielrenner.

## Belangrijkste overwinningen
1988
- Eindklassement OZ Wielerweekend
- Eindklassement Ronde van Wallonië

1989
- Internatie Reningelst

## Tourdeelnames
geen